# 프란츠 폰 작센코부르크잘펠트 공작
프란츠 폰 작센코부르크잘펠트 공작(독일어: Franz von Sachsen-Coburg-Saalfeld, 1750년 7월 15일 ~ 1806년 12월 9일)은 독일의 왕족이다. 작센코부르크고타가 출신이며 작센코부르크잘펠트 공작(재위: 1800년 9월 8일 ~ 1806년 12월 9일)을 역임했다.

## 생애
1750년 7월 15일 프란츠는 당시 신성 로마 제국의 작센 공작령 가운데 하나인 작센코부르크잘펠트 공국의 지배를 받고 있던 코부르크에서 에른스트 프리드리히 폰 작센코부르크잘펠트 공작과 그의 아내인 조피 안토니아 폰 브라운슈바이크볼펜뷔텔의 장남으로 태어났다.
1776년 3월 6일에는 조피 폰 작센힐트부르크하우젠과 결혼하였으나 그해 10월 28일 사별하였다. 그 이후 프란츠는 1777년 6월 13일에 아우구스테 로이스 추 에베르스도르프 백작부인과 재혼했다. 벨기에의 레오폴 1세 국왕의 아버지이자 포르투갈의 페르난두 2세 국왕의 조부, 불가리아의 페르디난드 1세 국왕의 증조부, 영국의 빅토리아 여왕의 외조부이기도 하다.

## 자녀
| 사진 | 이름                       | 생일             | 사망                    | 기타 |
| ---- | -------------------------- | ---------------- | ----------------------- | --- |
|      | 조피                       | 1778년 8월 19일  | 1835년 7월 9일(56세)    | 에마누엘 폰 멘스도르프푸일리와 결혼, 6남 |
|      | 안토니아                   | 1779년 8월 28일  | 1824년 3월 24일 (44세)  | 알렉산더 폰 뷔르템베르크와 결혼, 4남 1녀 |
|      | 율리아나                   | 1781년 9월 23일  | 1860년 8월 15일 (78세)  | 러시아 제국의 콘스탄틴 파블로비치 대공과 결혼, 사생아 자녀 1남 1녀 러시아 정교회로 개종하면서 안나 표도로브나로 개명                                             |
|      | 사산된 아들                | 1782년           | 1782년                  | 사산 |
|      | 에른스트 1세               | 1784년 1월 2일   | 1844년 1월 29일 (60세)  | 루이제 폰 작센고타알텐부르크 공녀와 결혼, 2남(앨버트 공 포함) 마리 폰 뷔르템베르크와 재혼, 자녀 없음 후임 작센코부르크잘펠트 공작이자 초대 작센코부르크고타 공작 |
|      | 페르디난트                 | 1785년 3월 28일  | 1851년 8월 27일 (66세)  | 마리아 안토니아 폰 코하리 공녀와 결혼, 3남 1녀 포르투갈의 페르난두 2세 국왕의 아버지이자 불가리아의 페르디난드 1세 국왕의 할아버지이다.                          |
|      | 빅토리아                   | 1786년 8월 17일  | 1861년 3월 16일 (74세)  | 제2대 라이닝겐 후작 에미히 카를과 결혼 영국 에드워드 왕자와 재혼, 영국의 빅토리아 여왕의 어머니이다.                                                             |
|      | 마리아나 샤를로테          | 1788년 8월 7일   | 1794년 8월 23일 (6세)   | 요절 |
|      | 레오폴 1세                 | 1790년 12월 16일 | 1865년 12월 10일 (74세) | 벨기에의 초대 국왕 영국 샬럿 공주와 결혼, 자녀 없이 사별 루이즈마리 도를레앙과 재혼, 3남 1녀                                                                     |
|      | 프란츠 막시밀리안 루트비히 | 1792년 12월 12일 | 1793년 1월 3일 (22일)   | 요절 |